# Roger Dumas

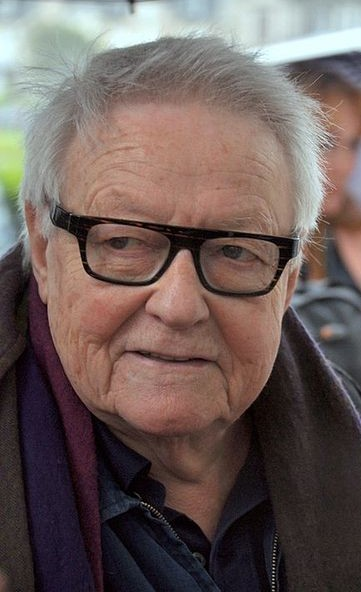
Roger Dumas (2011)

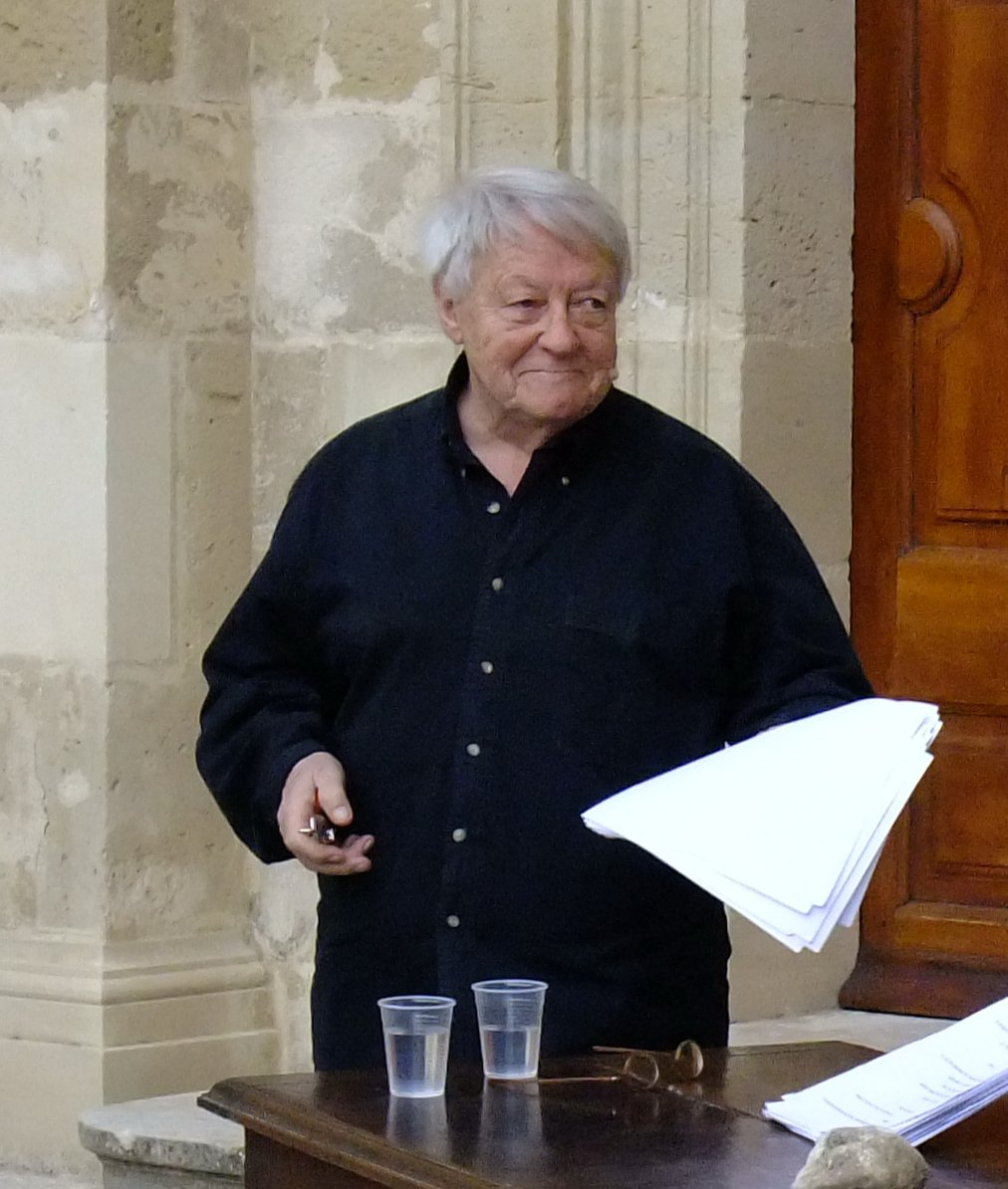
Roger Dumas (2009)

Roger Dumas (* 9. Mai 1932 in Annonay, Département Ardèche, Frankreich; † 2. Juli 2016 in Paris) war ein französischer Schauspieler und Liedtexter.

## Leben
Roger Dumas debütierte in dem 1954 erschienenen und von Hervé Bromberger inszenierten Drama Wilde Früchte an der Seite von Nadine Basile, Estella Blain und Georges Chamarat auf der Leinwand. Seitdem spielte er auf französischen Theaterbühnen und Fernseh- sowie Filmproduktionen mit. Dumas erhielt drei Nominierungen für den Theaterpreis Molière, nämlich 1994, 2003 und 2006 jeweils als Bester Nebendarsteller, wobei er den Preis 2006 als Auszeichnung entgegennehmen konnte.
Roger Dumas schrieb parallel zu seiner Schauspielkarriere auch Liedtexte. So schrieb er mehrere Lieder für Chantal Goya, Richard Anthony, Johnny Hallyday, Sylvie Vartan und Danièle Graule.

## Filmografie (Auswahl)
- 1954: Vor der Sintflut (Avant le déluge)
- 1954: Wilde Früchte (Les Fruits sauvages)
- 1955: Wenn Mädchen reif zur Liebe werden (Les Premiers outrages)
- 1956: Die Braut war viel zu schön (La Mariée est trop belle)
- 1956: Die Wölfe (Pardonnez nos offenses)
- 1956: Oh la la Chérie (Paris canaille)
- 1956: TKX antwortet nicht (Si tous les gars du monde)
- 1956: Und die Eltern wissen nichts davon (Les Promesses dangereuses)
- 1957: Isabell hat Angst vor Männern (Isabelle a peur des hommes)
- 1959: Gezeichnet: Arsène Lupin (Signé Arsène Lupin)
- 1959: Ich begehre Dich (Asphalte)
- 1959: Wiesenstraße Nr. 10 (Rue des Prairies)
- 1962: Sie fragte nicht nach morgen (La Croix des vivants)
- 1963: Quietsch… quietsch… wer bohrt denn da nach Öl? (Pouic-Pouic)
- 1964: Abenteuer in Rio (L’Homme de Rio)
- 1964: Der Tiger liebt nur frisches Fleisch (Le Tigre aime la chair fraîche)
- 1964: Schräger Charme und tolle Chancen (La Chance et l’amour)
- 1965: Der Tiger parfümiert sich mit Dynamit (Le Tigre se parfume à la dynamite)
- 1967: Allô Police (Fernsehserie, 1 Folge)
- 1968: Caroline Chérie (Schön wie die Sünde) (Caroline Chérie)
- 1969: Bruno, das Sonntagskind (Bruno, l’enfant du dimanche)
- 1975: Tag der Gewalt (La Rage au poing)
- 1977: Ein verrücktes Huhn (Tendre poulet)
- 1978: Zwei Supertypen in Afrika (Général… nous voilà!)
- 1979: Der Graf von Monte Christo
- 1983: Der Außenseiter (Le Marginal)
- 1984: Die öffentliche Frau (La Femme publique)
- 1984: Fort Saganne
- 1985: Der Filou (L’amour en douce)
- 1986: Der Debütant (Le Débutant)
- 1986: Der unwiderstehliche Charme des Geldes (Association de malfaiteurs)
- 1986: Ein Tag in Paris (Suivez mon regard)
- 1987: Indras Rache (Tout est dans la fin)
- 1987: Masken (Masques)
- 1988: Chouans! – Revolution und Leidenschaft (Chouans!)
- 1988: Schwellenjahre (Les Années sandwiches)
- 1988: Inspektor Lavardin (Les dossiers secrets de l'inspecteur Lavardin; Fernsehserie, 1 Folge)
- 1989: Laura und Luis
- 1989, 1993: Kommissar Navarro (Navarro, Fernsehserie, 2 Folgen)
- 1991: Frédéric und das Freudenmädchen (Les Mouettes)
- 1992: Ein korrupter Bulle (Un flic pourri)
- 1992: Wintermärchen (Conte d’hiver)
- 1993: Ein neues Leben (Une nouvelle vie)
- 1998: Der Graf von Monte Christo (Le comte de Monte-Cristo)
- 1996: Julie Lescaut (Fernsehserie, 1 Folge)
- 1998: Die Zeitritter – Auf der Suche nach dem heiligen Zahn (Les Couloirs du temps: Les visiteurs 2)
- 2001: Inschallah – Endlich Sonntag (Inch’Allah dimanche)
- 2001: Kommissar Moulin (Commissaire Moulin; Fernsehserie, 1 Folge)
- 2006: Geheime Staatsaffären (L’Ivresse du pouvoir)
- 2007: J’ai toujours rêvé d’être un gangster
- 2007: Zusammen ist man weniger allein (Ensemble, c’est tout)
- 2008: C’est la vie – So sind wir, so ist das Leben (Le Premier jour du reste de ta vie)
- 2008: Ca$h
- 2008: Was Liebe heißt (Sa raison d’être)
- 2009: Das Konzert (Le Concert)
- 2010: Un Village Français – Überleben unter deutscher Besatzung (Un Village Français, Fernsehserie, 1 Folge)
- 2011: Das Haus der Geheimnisse (Derrière les murs)